# Лайнотт, Фил
Фи́лип Па́ррис Ла́йнотт (ирл. Philip Parris Lynott [ˈlaɪnət]; 20 августа 1949, Уэст-Бромидж, Англия — 4 января 1986, Солсбери, Англия) — ирландский и британский певец, бас-гитарист, основатель группы Thin Lizzy, автор или соавтор почти всех песен, которые исполняла эта группа.

## Происхождение
Фил Лайнотт родился в городе Уэст-Бромидж (графство Уэст-Мидлендс, на тот момент графство Стаффордшир). Его отец Сесил Паррис был африканцем из Джорджтауна (Британская Гвиана), мать Филомена Лайнотт — ирландкой.
Мать Лайнотта познакомилась с Паррисом в Бирмингеме в 1948 году, и в течение нескольких месяцев они встречались, пока Паррис не переехал в Лондон. Вскоре после этого, Филомена обнаружила, что она беременна, и, после того, как Филипп родился, она переехала с ребёнком в дом для незамужних матерей в районе Селли Оук, в Бирмингеме. Когда Паррис узнал о рождении Филипа, он вернулся в Бирмингем и организовал жилье для Филомены и Филипа недалеко от города Блэкхета. Их отношения длились более двух лет, хотя Паррис по прежнему работал в Лондоне и они не жили вместе. Филомена впоследствии переехала в Манчестер, но оставалась в контакте с Паррисом, и, хотя она отклонила предложение руки и сердца от него, тот выделял деньги на поддержку своего сына.
Жена Парриса заявила в 2009 году что у Филомены также родилась дочь, и второй сын от Парриса, и оба ребёнка были отданы на усыновление. В июле 2010 года, почти через двадцать пять лет после смерти Филипа, Филомена дала интервью ирландским изданиям Irish Mail on Sunday и Irish Daily Mail Daily Mail размером в двенадцать страниц, выходившее в течение трех дней. Она сказала что все её трое детей были от разных отцов, и, что её дочь белая. Она встретила их позже — уже взрослых детей, но они никогда не встречались со своим братом Филипом. Он знал, что у него была сестра, но никогда не знал про брата. Лайнотт не видел своего отца до конца 1970-х годов.
Когда ему было четыре года, Филип стал жить с бабушкой, Сарой Лайнотт, в Крамлине, районе Дублина. Его мать осталась в Манчестере, где затем, со своим партнёром Деннисом Кили, была управляющей гостиницы Clifton Grange Hotell. Отель получил прозвище «The Biz» и стал популярен среди артистов шоу-бизнеса, и позже упомянут в песне в дебютном альбоме Thin Lizzy.

## Музыкальная карьера

### Ранние годы
Лайнотт познакомился с музыкой благодаря коллекции записей своего дяди Тимоти, первоначально попав под влияние Tamla Motown и The Mamas & the Papas. Его первой группой в 1965 году стала Black Eagles, где он был солистом, группа играла известные композиции в клубах Дублина.
Он ходил в христианскую школу в Крамлине, где подружился с Брайаном Дауни, который что позже уговорил его присоединиться к группе The Liffey Beats. Группа распалась в связи с отсутствием интереса у менеджера Джо Смита, особенно после ухода оттуда двух его сыновей, гитаристов Дэнни и Фрэнки.
Лайнотт покинул родной дом и переехал в квартиру в Клонтарфе, где он ненадолго присоединился к Kama Sutra. Именно в этой группе он обрел навыки фронтмена и научился работать с аудиторией. В начале 1968 года, он объединился с басистом Бренданом Шилсом и сформировал Skid Row.
Шилс также предложил Дауни стать ударником в группе, но Дауни не согласился, так как ему не нравился стиль группы. Группа играла разнообразные каверы, включая Eight Miles High, Hey Jude и песни Джими Хендрикса.
На тот момент Лайнотт не играл ни на каком инструменте, и манипулировал своим голосом посредством эхорезонатора во время инструментальных секций. Также он выступал на сцене, накрасив лицо под глазами гуталином[чем?], что он будет продолжать делать и на протяжении карьеры Thin Lizzy.
В середине 1968 года, гитарист Бернард Чиверс оставил группу и ушёл работать на заводе Гиннесса в Дублине, его заменил уроженец Белфаста гитарист Гэри Мур.
Несмотря на успехи группы, Шилс обеспокоился тенденцией Лайнотта петь фальшиво. Обнаружилось, что у Лайнотта проблемы с миндалинами; и он взял отпуск из группы. К тому времени как он оправился, Шилс решил взять на себя вокал группы и сократить её до трех человек. Но чувствуя вину, он стал учить Лайнотта игре на басу, полагая, что это будет легче чем учиться игре на шестиструнной гитаре, и продал ему свой Fender Jazz Bass, который прежде он купил у художника Роберта Баллаха (Ballagh) за £36.
Лайнотт и Дауни быстро собрали новую группу под названием Orphanage, с гитаристом Джо Стонтоном и басистом Пэтом Куигли, играя смесь оригинального материала и каверы Боба Дилана, Free и Джеффа Бека.
В конце 2006 года нашлись ряд записей Skid Row и Orphanage с участием Фила Лайнотта. Это были его самые ранние записи, и на протяжении десятилетий считались утерянными.

### Thin Lizzy

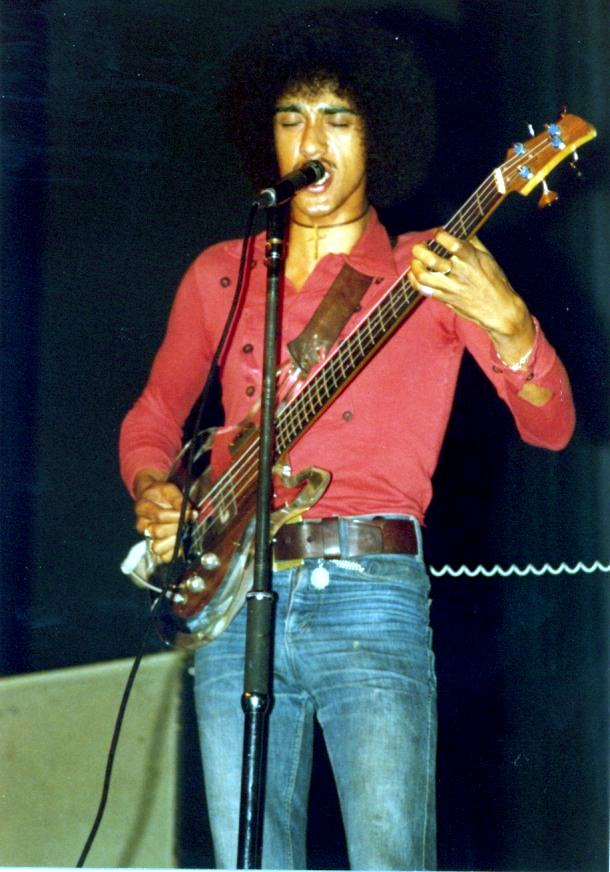
Лайнотт с Thin Lizzy во Франкфурте, ФРГ, 1972

К концу 1969 года, Лайнотт и Дауни, через учредителя группы Them Эрика Риксона (Eric Wrixon), познакомились с гитаристом Эриком Беллом. (Белл также играл в более позднем составе Them). C Беллом на гитаре и с Лайноттом, уже достаточно уверенно игравшем на басу, образовалась Thin Lizzy. Риксон оставил группу после выпуска первого сингла The Farmer в июле 1970 года.
Во время ранних лет группы, несмотря на то, что Лайнотт был вокалистом, басистом и главным автором песен, он был весьма замкнут на сцене, и стоял в стороне, в то время как в центре внимания находился Белл, который изначально считался лидером группы. Во время записи второго альбома Shades of a Blue Orphanage Лайнотт едва не ушёл, чтобы вместе с Ричи Блэкмором и Иэном Пейсом из Deep Purple сформировать новую группу «Baby Face». Но вскоре решил, что лучше строить карьеру в Thin Lizzy с нуля, чем объединяться с уже такими именитыми музыкантами. Находясь в тяжелом финансовом положении, Thin Lizzy, тем не менее, вскоре после этого записали альбом каверов Deep Purple, но не под своим именем, а как Funky Junction. Лайнотт не пел в альбоме, так как считал, что поет не в том стиле, что Ян Гиллан.
К концу 1972 года Thin Lizzy получили свой первый большой тур в Великобритании, поддерживая Slade, достигнув самого большого в своей истории коммерческого успеха. На манер зеркал, украшающих шляпу Нодди Холдера, Лайнотт решил наклеить зеркало к своей бас-гитаре, и так выступать в туре. На премьере тура между ним и менеджером Slade Чесом Чендлером началась ссора, и Чандлер стал обвинять его в неумении вести себя на сцене и пригрозил выкинуть Lizzy из тура, если ситуация с этим не улучшится. Лайнотт впоследствии сильно продвинулся в своем сценическом поведении на сцене, развив свою отличительную манеру выступать.

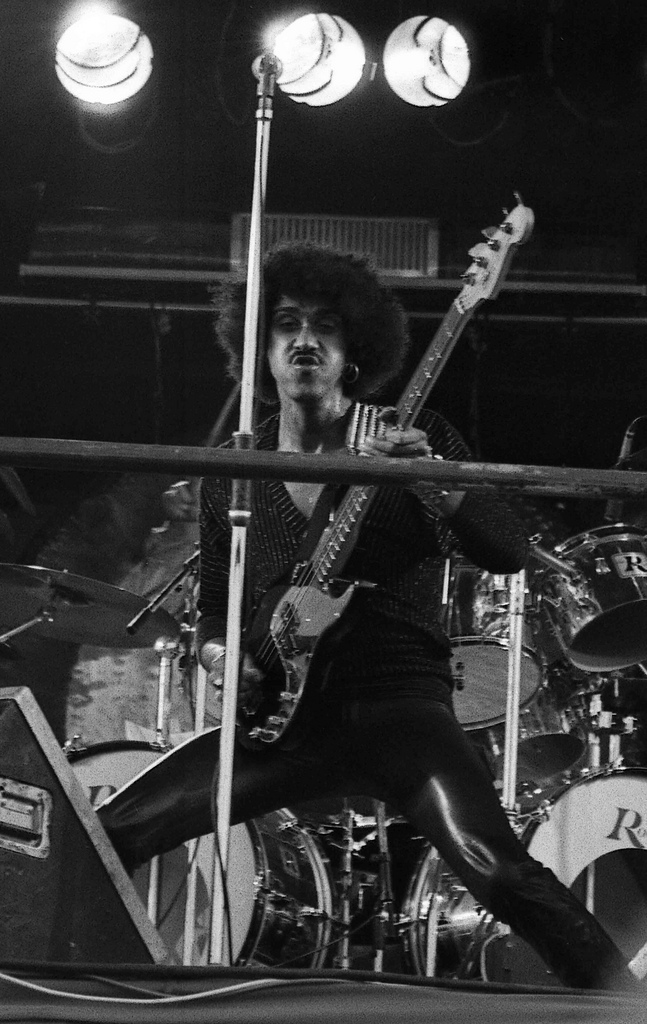
Лайнотт с Thin Lizzy в Нидерландах, 1978

Thin Lizzy вошли в десятку хит-парадов в 1973 году с рок-версией традиционной ирландской песни «Whiskey in the Jar», которая достигла первой позиции в Ирландии. Обложку для сингла группы нарисовал ирландский художник и друг группы Джим Фицпатрик. Тем не менее, последующие синглы не попадали в чарты и после ухода Белла (заменённого на Мура) и Дауни, к середине 1974 года Thin Lizzy оказались на грани краха. И только после прихода гитаристов Скотта Горама и Брайана Робертсона и выпуска Jailbreak в 1976 году Лайнотт и Thin Lizzy стали международными суперзвездами. Главным хитом стала песня «The Boys Are Back in Town» — она достигла топ-10 в Великобритании, Ирландии и Канаде, и № 12 в США.
Окончательно обретя успех, Thin Lizzy приступили к мировым турне. Группа продолжала выпускать альбомы-хиты, в том числе Bad Reputation и Black Rose: A Rock Legend с Гэри Муром, и оставалась очень популярной в Европе и Северной Америке, особенно после выхода Live and Dangerous, несмотря на различные кадровые изменения.
В начале 1980-х годов Thin Lizzy стали испытывать коммерческие затруднения, и на Лайнотте начали сказываться последствия злоупотребления наркотиками, включая регулярные приступы астмы. После отставки многолетнего менеджера Криса О’Доннелла и ухода Горама Лайнотт принял решение о роспуске Thin Lizzy в 1983 году. В этот период он начал употреблять героин, и это даже сорвало шоу группы в Японии, где Лайнотту не удалось достать этот наркотик. Но все же, он сумел собраться для выступления группы на фестивале в Рединге и для последнего концерта группы (с Лайноттом в качестве фронтмена) в Нюрнберге 4 сентября.

### Последующие годы
В 1978 году Лайнотт участвовал в записи рок-оперы Jeff Wayne’s Musical Version of The War of the Worlds в роли священника Натаниэля.
Лайнотта крайне заинтересовало появление панк-рока в конце 1970-х, и затем он подружился с различными членами The Sex Pistols, The Damned и The Boomtown Rats. Это привело к его формированию временной группы известной как «Greedies» (первоначально «The Greedy Bastards») . Группа начала играть концерты в Лондоне во время простоя Thin Lizzy в 1978 году, играя смесь популярных треков Thin Lizzy и песен The Sex Pistols.

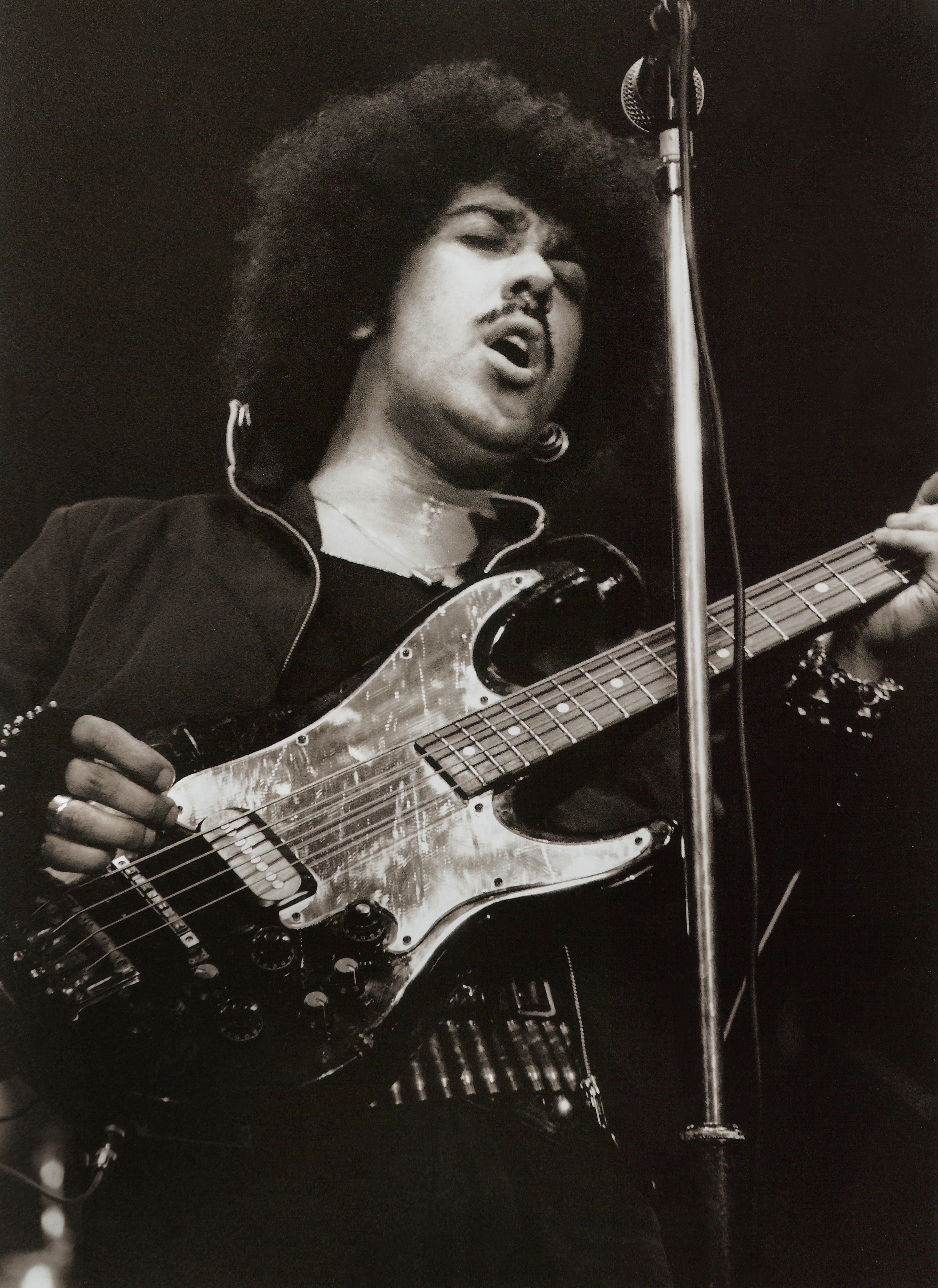
Лайнотт в Манчестере, 1983

В 1980 году, при том, что Thin Lizzy сопровождал значительный успех, Фил Лайнотт начал сольную карьеру с альбома Solo in Soho, вошедший в Топ 30 альбомов, с друмя синглами-хитами Dear Miss Lonelyhearts и King’s Call. Последний был посвящён Элвису Пресли, с участием Марка Нопфлера на гитаре. Его второй сольный проект The Philip Lynott Album был неудачен в чарте.
В 1983 году после расформирования Thin Lizzy, Лайнотт записал рок-попурри We Are The Boys (Who Make All The Noise) с Роем Вудом, Часом Ходжесом, и Джоном Когланом. Фил регулярно сотрудничал с бывшим коллегой по группе гитаристом Гэри Муром в ряде треков, включая синглы Out in the Fields (№ 5 UK 1985), Parisienne Walkways (№ 8 UK 1978), Back on the Streets и Spanish Guitar в 1979 году. В 1984 году он сформировал новую группу, Grand Slam, с Дойшем Нэглом, Лоуренсом Арчером, Робби Бреннаном, и Марком Стануэем.
В 1983-85 годах Лайнотт был соавтором ряда песен с британским R&B музыкантом и автором песен Джуниором Гискомом, хотя ничего из написанного официально не было выпущено или осталось на демозаписях. Однако, одна из песен The Lady Loves to Dance, была подвергнута ремастерингу продюсером Тони Висконти и почти уже выпущена, но звукозаписывающая компания Phonogram отказалась делать релиз.
Его последний сингл, Nineteen, вышедший за несколько недель до его смерти, продюсировал Пол Хардкасл. На протяжении декабря 1985 года, Лайнотт был занят продвижением сингла, и выступал вживую в различных телевизионных шоу. В том же месяце он дал своё последнее интервью, в котором он обнародовал его возможные планы на ближайшее время, они включали: больше работы с Гэри Муром и даже возможность реформирования Thin Lizzy, то, что он в частном порядке обсуждал со Скоттом Горэмом. Также он записал некоторые материалы с Арчером, Хьюи Льюисом и членами группы Льюиса the News в 1985 году, которые не были выпущены.

### Личная жизнь
14 февраля 1980 года Лайнотт женился на Кэролайн Кроутер, дочери британского комика Лесли Кроутера. У них было двое детей: Сара (р. 19 декабря 1978 г.), в честь её написана одноимённая песня 1979 года, и Кэтлин (р. 29 июля 1980 г.), в честь её написана одноимённая песня 1982 года. Брак распался в 1984 году после участившегося употребления Лайноттом наркотиков.
Также у Лайнотта был сын, родившийся в 1968 году, который был отдан на усыновление. В 2003 году Макдара Ламбе узнал, что Лайнотт его биологический отец, что также подтвердила Филомена Лайнотт в газетном интервью в июле 2010 года.
Рождённый в Англии и выросший в Ирландии, Лайнотт всегда считал себя ирландцем. Его друг и коллега по группе Thin Lizzy Скотт Горам сказал в 2013 году : «Фил был так горд быть ирландцем. Независимо от того, в какой части света он находился, когда мы говорили с журналистами, и они говорили что-то неправильно об Ирландии, он преподавал им урок истории. Это много значило для него.»
Лайнотт был страстным футбольным болельщиком, болел за Манчестер Юнайтед. Футболист Манчестер Юнайтед и сборной Северной Ирландии Джордж Бест, был одним из лучших друзей Лайнотта.

### Смерть

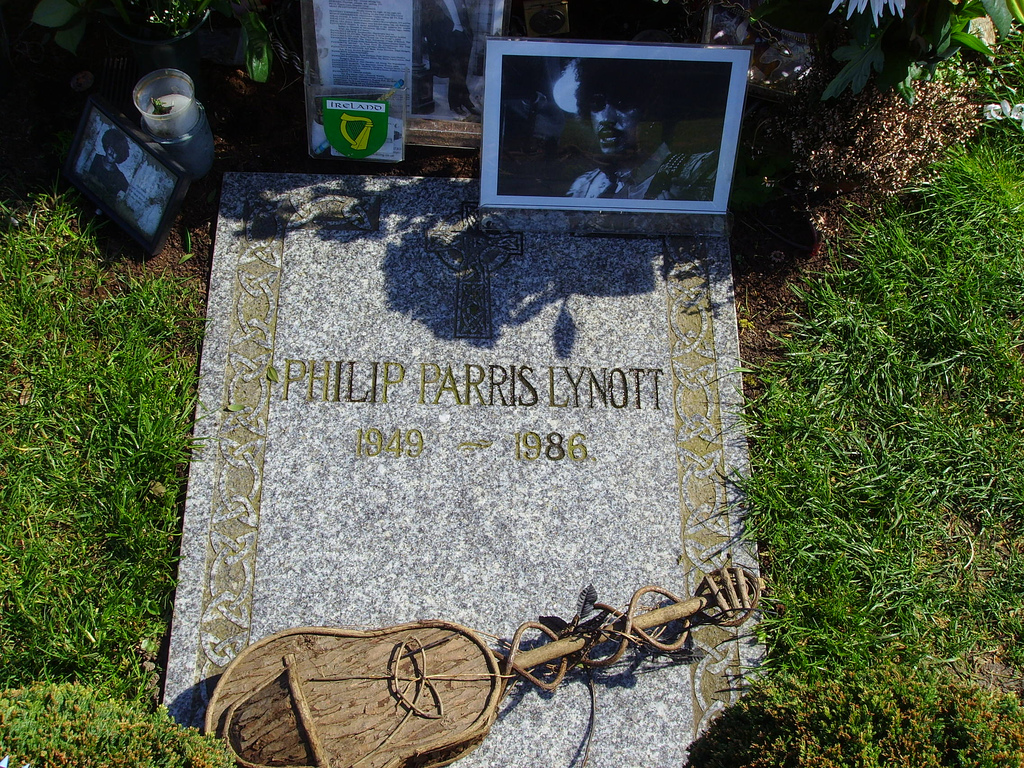
Могила Лайнотта на кладбище Св. Финтана в Дублине

Последние годы Лайнотта преследовали наркотическая и алкогольная зависимости, приведшие его к коллапсу на Рождество 1985 года в его доме в лондонском районе Кью. Его обнаружила мать, которая тогда не знала о его зависимости от героина. Она связалась с Кэролайн, которая знала об этом, и сразу поняла, что проблема серьёзная. Кэролайн отвезла его в наркологическую клинику недалеко от Вестминстера, его перевели в Окружной госпиталь Солсбери, где ему поставили диагноз сепсис. Несмотря на то что он пришёл в сознание, и даже смог говорить с матерью, его состояние ухудшилось к началу нового года и ему подключили респиратор. Он умер от пневмонии и сердечной недостаточности вызванных сепсисом в реанимации больницы 4 января 1986 года, в возрасте 36 лет.
Похороны Лайнотта состоялись в церкви Св. Елизаветы в Ричмонде 9 января 1986 года, на них пришло большинство из бывших членов Thin Lizzy. Вторая служба происходила в приходской церкви ирландского Хоута 11-го числа. Лайнотт был похоронен на кладбище Св. Финтана в Дублине.

### Наследие

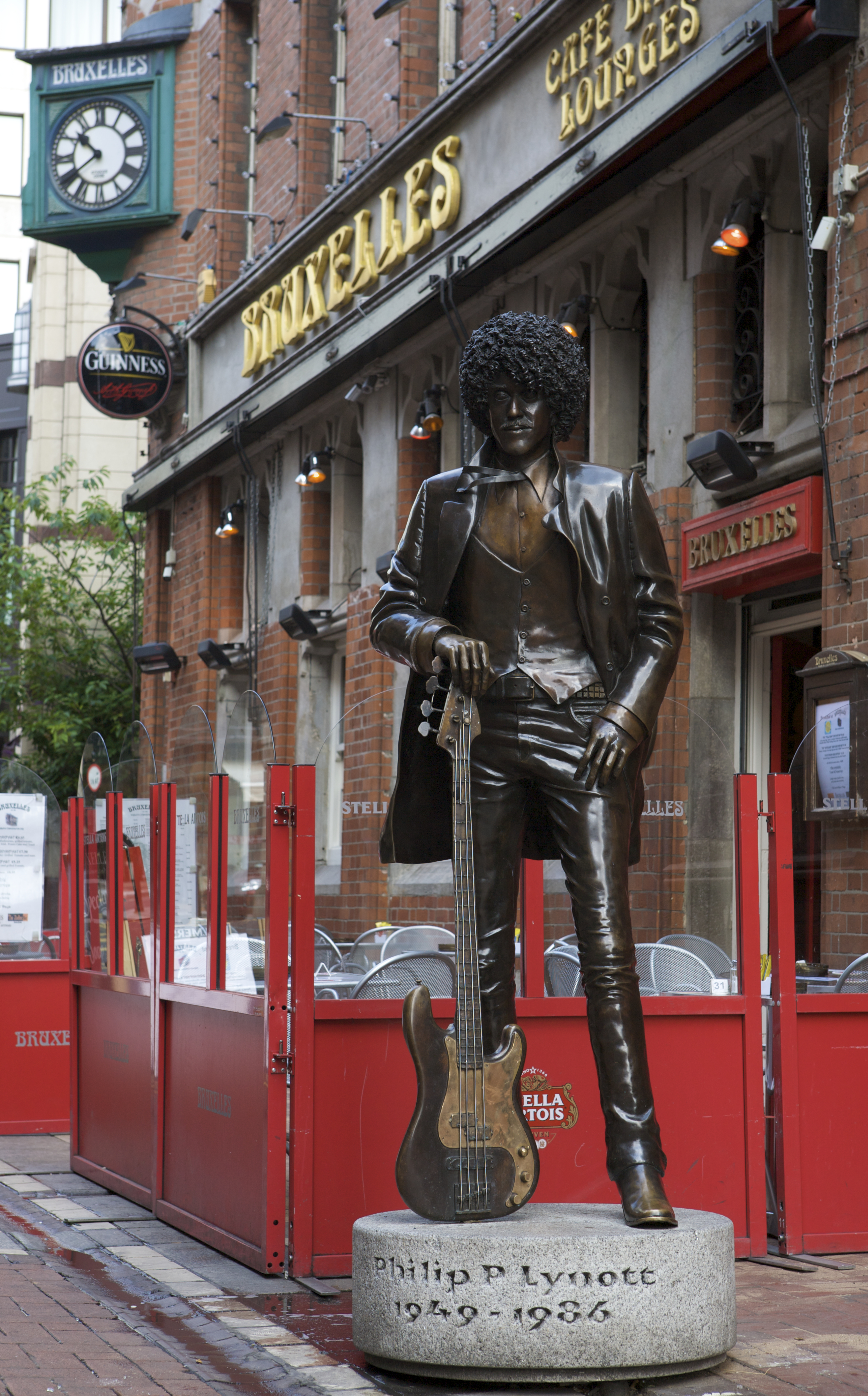
Памятник Лайнотту в Дублине

Thin Lizzy перегруппировались для разового выступления в 1986 году, друг Лайнотта Боб Гелдоф исполнял вокал. Впоследствии группа выступила ещё раз на туре в 1996 году.
4 января 1994 года, чуть более восьми лет после его смерти, его семья и близкие друзья основали фонд его имени, с тем чтобы обеспечить стипендии для молодых музыкантов и делать пожертвования в благотворительные организации в его память.
В 2005 году бронзовая статуя Фила в натуральную величину была представлена на Гарри стрит в Дублине. Церемония прошла при участии Гэри Мура, Эрика Белла, Брайана Робертсона, Брайана Дауни, Скотта Горама, Даррена Уортона и матери Фила. Присутствующие члены Thin Lizzy почтили Лайнотта живым выступлением. Его могилу на кладбище Святого Финтана в северо-восточном Дублине регулярно посещают родные, друзья и поклонники.
В апреле 2007 года, вышедший в 1996 году фильм The Rocker: A Portrait of Phil Lynott, состоящий в основном из архивных материалов, был издан на DVD в Великобритании.
В сентябре 2012 года, мать и вдова Лайнотта возражали против использования Миттом Ромни песни The Boys Are Back in Town во время своей предвыборной кампании. В интервью ирландскому рок-журналу Hot Press, Филомена Лайнотт сказала: «Насколько мне известно, оппозиция Митта Ромни по однополым бракам и гражданским союзам для геев делает его противником геев — это не то, что поддержал бы Филипп».
В 2021-м году в 72-й день рождения бюст Фила Лайнотта был установлен в его родном городе Уэст-Бромвич.

## Сольные альбомы
- 1980 — Solo in Soho
- 1982 — The Philip Lynott Album
- 2001 — Live In Sweden 1983
- 2010 — Yellow Pearl